# Cardiodon rugulosus
Cardiodon rugulosus  (gr. “diente en corazón arrugado”) es la única especie conocida del género extinto Cardiodon de dinosaurio saurópodo turiasauriano, que vivió a mediados el período Jurásico, hace aproximadamente 167 millones de años, en el  Bathoniense, en lo que es hoy Europa.

## Descripción
Cardiodon  solo se lo conoce por sus dientes, pero se ha aventurado un tamaño probable de 16 metros de largo. Los dientes se diferencian del de Cetiosaurus, debido a que presenta la cara lingual convexa. El diente original muestra, por lo que se puede deducir de las ilustraciones supervivientes, la rara combinación de ser espatulado y tener un lado interior convexo, aunque la convexidad es leve. Su corona es corta y ancha, ligeramente curvada hacia el interior. El lado exterior es fuertemente convexo curvado de la parte delantera a la parte trasera. En este lado está presente una ranura poco profunda, paralela al borde trasero. La corona se estrecha hacia su punta. Los bordes no tienen dentículos. El esmalte muestra las pequeñas arrugas a las que se refiere el nombre específico.

## Descubrimiento e investigación
El cardiodón fue encontrado en Forest Marble, Wiltshire, en la Formación Great Oolite, cerca de Gloucestershire, Inglaterra. Sir Richard Owen le dio nombre al género a partir de dientes encontrados cerca de Bradford-on-Avon, pero no le asignó especie; hasta unos años más tarde. Richard Owen nombró el género para un diente ahora perdido, parte de la colección del naturalista Joseph Chaning Pearce, encontrado cerca de Bradford-on-Avon , pero no le asignó un nombre específico en ese momento. El nombre genérico se deriva del griego καρδία, kardia, "corazón", y ὀδών, odon , "diente", en referencia a su perfil en forma de corazón. Unos años más tarde, en 1844, añadió el nombre específico rugulosus, que significa "arrugado" en latín. Cardiodon fue el primer saurópodo a quien se le dio un nombre formal, aunque Owen era en ese momento completamente inconsciente de la naturaleza saurópodos del hallazgo.
Luego de su descubrimiento tanto Owen como otros especularon con la posibilidad de que sea un sinónimo del mejor conocido Cetiosaurus. Richard Lydekker formalizo esta visión al asignarlo en 1890  a Cetiosaurus oxoniensis sobre la base de unos dientes encontrados en Oxfordshire asociados a un esqueleto de C. oxoniensis.  Un segundo diente apareció en, BMNH R1527, de Great Oolite cerca de Cirencester, Gloucestershire. Generalmente Cardiodon se ha asignado a Cetiosaurus, a veces como una especie separada, Cetiosaurus rugulosus, a pesar de su prioridad.

## Clasificación
Históricamente, es muy oscuro y generalmente se refiere a Cetiosaurus, pero análisis recientes sugieren que es un género distinto, y posiblemente relacionado con Turiasaurus. Cardiodon fue el primer género de saurópodo en ser nombrado.
En 2003, Paul Upchurch y John Martin, revisaron Cetiosaurus, y encontraron poca evidencia que asignara los dientes al esqueleto de C. oxoniensis, y que los dientes de  "C. oxoniensis" difieren de los de  Cardiodon; a partir de estos ellos aportaron la idea que Cardiodon debía ser restaurado como género propio.  Upchurch et al. en 2004 revisaron lo conocido y encontraron que los dientes de Cardiodon presentan autapomorfias, con los de los  eusaurópodos. Más recientemente, Royo-Torres et al. (2006), en su descripción de  Turiasaurus, colocan a  Cardiodon como un posible pariente del nuevo gigante. Anteriormente, Cardiodon había sido asignado normalmente a los Cetiosauridae o a su propia familia Cardiodontidae.